# Giuseppe Benedetto Dusmet
Giuseppe Benedetto Dusmet (15 augustus 1818 - 4 april 1894) was een Italiaans, rooms-katholiek aartsbisschop en kardinaal. Hij werd in 1988 zalig verklaard.

## Jeugd
Giuseppe Dusmet werd geboren op Sicilië in een rijke, aristocratische familie en was het eerste kind van Luigi Dusmet (uit een familie van Vlaamse oorsprong) en markiezin Maria Dragonetti. Zijn roepnaam was Melchiore. Hij volgde scholing bij de benedictijner paters van de abdij van San Martino delle Scale in Monreale, waar hij op vijftienjarige leeftijd binnentrad. Toen nam hij de naam Giuseppe Benedetto aan. Op 15 augustus 1840 legde hij de eeuwige geloften af en in 1842 werd hij tot priester gewijd.

## Abt
Giuseppe Benedetto Dusmet onderwees wijsbegeerte en godgeleerdheid en hij werd benoemd tot particulier secretaris van de abt van San Martino delle Scale, Dom Carlo Antonio. Toen die laatste in 1847 werd benoemd tot abt van de abdij van Santa Flavia in Caltanissetta volgde Dusmet hem. In 1850 werd hij benoemd tot coadjutor van de prior van de abdij van Santo Severino a Sosio in Napels. Zijn kwaliteiten als administrator vielen op en hij werd ingezet om moeilijkheden op te lossen in verschillende communauteiten van de Benedictijnen. Zo was Dusmet in 1858 in de abdij van San Nicola in Catania wanneer de abt daar overleed en Dusmet volgde hem op. Door zijn voorbeeld slaagde hij erin de orde in de abdij te herstellen en een meer ascetisch leven te promoten. De paters moesten hun particuliere dienaren ontslaan en gokken werd verboden. Dusmet introduceerde in Catania de eredienst van het Heilig Hart van Jezus, als reactie op het Jansenisme dat daar nog erg invloedrijk is. Vanaf 1860 werden in het nieuwe koninkrijk Italië wetten gestemd die religieuze orden ontbonden en Dusmet moest onderduiken. Hij weigerde te onderhandelen met de overheid over de voorwaarden voor het voortbestaan van zijn communauteit. Hij wierf fondsen ter ondersteuning van de paus en de Pauselijke Staten.

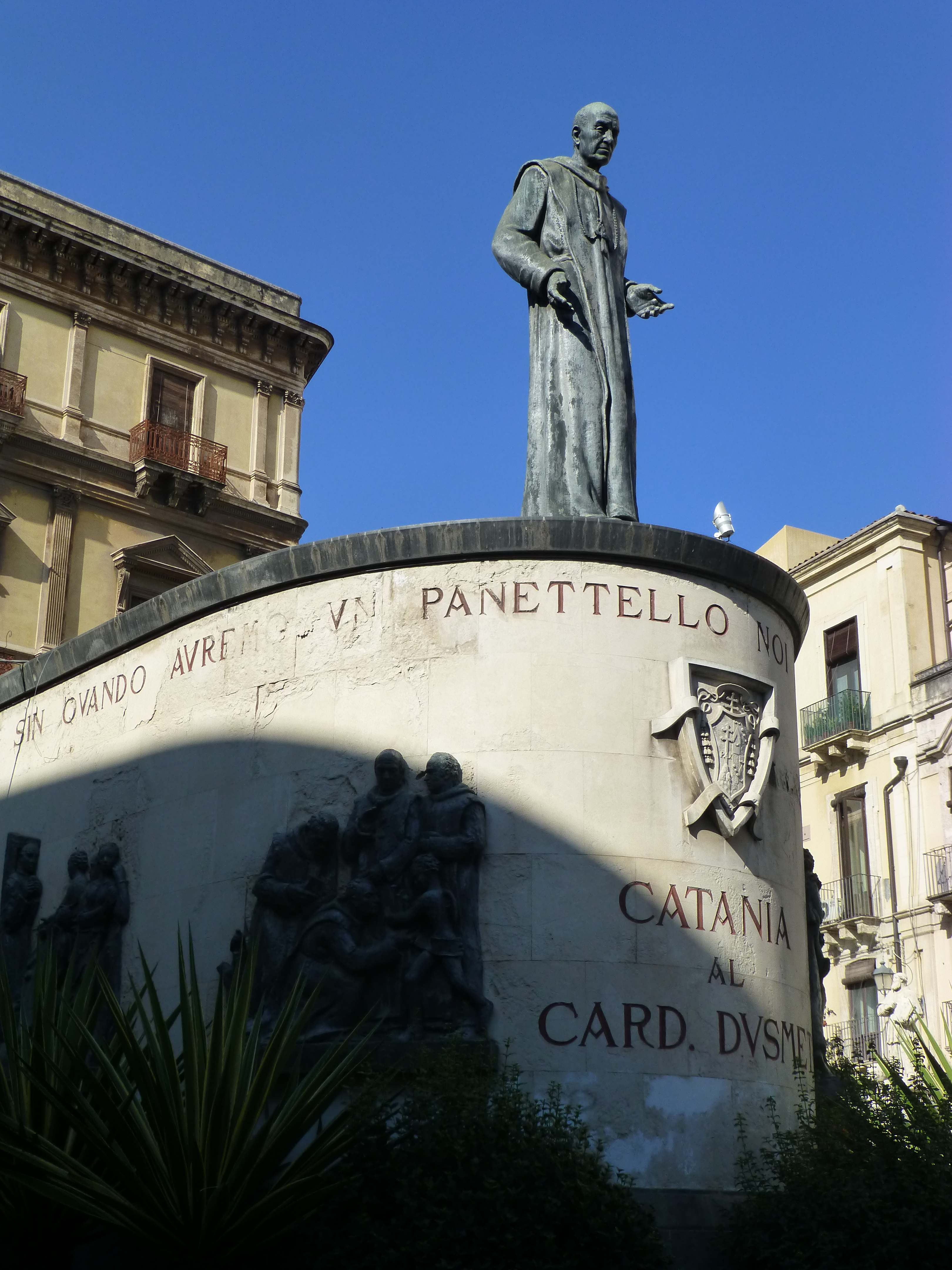
Zijn standbeeld in Catania (Piazza di San Francesco d'Assisi)

## Aartsbisschop
In 1867 werd Dusmet benoemd tot aartsbisschop van Catania. Deze bisschopszetel was door de politieke onzekerheid al vacant van 1861, na de dood van Felice Regano. Hij ontving op 10 maart 1867 de wijding als bisschop in Rome. Met hem werd het bisdom Catania formeel een aartsbisdom, een aartsbisdom dat rechtstreeks van de Heilige Stoel afhing.
Hij vatte een programma aan van hervorming van de clerus, bevorderen van de geloofsgroei door cathechismusonderwijs en trouw aan de paus. Dusmet verdedigde met kracht de rechten van de Roomse Kerk. Hij slaagde erin het merendeel van de door de staat geconfisqueerde kerken en het seminarie terug te vorderen. Dusmet zelf viel op door een sobere levensstijl, zijn vele bezoeken aan de parochies in zijn bisdom en zijn bijstand aan de zieken en stervenden, bijvoorbeeld tijdens de cholera-epidemie in 1867. Naast zijn werk als bisschop kreeg Dusmet van de paus in 1885 de opdracht te bemiddelen in het conflict tussen de Katholieke kerk en de Italiaanse staat. En in 1886 werd hem de taak toevertrouwd de Orde van de Benedictijnen in Italië te hervormen. Hij verzamelde de abten van de verschillende abdijen in Monte Cassino en slaagde erin een aantal belangrijke koerswijzigingen door te drukken. In 1889 werd Dusmet tot kardinaal gecreëerd door paus Leo XIII. Als titualire kerk werd hem de Santa Pudenziana in Rome toegewezen.

## Dood en nalatenschap
Giuseppe Benedetto Dusmet overleed op 75-jarige leeftijd. Hij was al meerdere maanden bedlegerig door niervergiftiging. Hij werd begraven in de kathedraal van Catania. Dusmet werd op 25 september 1988 door paus Johannes Paulus II zalig verklaard.